# Anthelephila cyanochrous
Anthelephila cyanochrous là một loài bọ cánh cứng trong họ Anthicidae. Loài này được Nomura miêu tả khoa học năm 1962.